# Округ Хејвуд (Северна Каролина)
Хејвуд (енгл. Haywood County) је округ у америчкој савезној држави Северна Каролина.

## Демографија
По попису из 2010. године број становника је 59.036, што је 5.003 (9,3%) становника више него 2000. године.
| Група             | 2000.          | 2010.          |
| Белци             | 51.870 (96,0%) | 55.368 (93,8%) |
| Афроамериканци    | 684 (1,3%)     | 624 (1,1%)     |
| Азијати           | 114 (0,2%)     | 215 (0,4%)     |
| Хиспаноамериканци | 763 (1,4%)     | 1.999 (3,4%)   |
| Укупно            | 54.033         | 59.036         |